# Municipalità locale di Ikwezi
La municipalità locale di Ikwezi (in inglese Ikwezi Local Municipality) è stata una municipalità locale del Sudafrica appartenente alla municipalità distrettuale di Sarah Baartman, nella provincia del Capo Orientale. In base al censimento del 2001 la sua popolazione era di 10.367 abitanti.
È stata soppressa nel 2016, quando si è fusa con le municipalità locali di Baviaans e di Camdeboo per costituire la municipalità locale di Dr Beyers Naudé.
La sede amministrativa e legislativa era la città di Jansenville: il suo territorio si estendeva su una superficie di 4.453 km² e non era suddiviso in circoscrizioni elettorali (wards). Il suo codice di distretto era EC103.

## Geografia fisica

### Confini
La municipalità locale di Ikwezi confinava a nord, a sud e ad ovest con il  District Management Areas ECDMA10, a est con quelle di Blue Crane Route e River Valley e a sud con quella di Baviaans.

### Città e comuni
- Aberdeen Plain
- Greystone
- Jansenville
- KwaZamukucinga
- Klipplaat
- Waterford
- Wongalethu

### Fiumi
- Brak
- Driekop
- Heuningklip
- Klein – Riet
- Lootskloof
- Palmiet
- Rietgat
- Sondags
- Voel

### Dighe
- Darlington Dam